# Guddadalingana Halli, Jagalur
Guddadalingana Halli là một làng thuộc tehsil Jagalur, huyện Davanagere, bang Karnataka, Ấn Độ.